# Flottans män

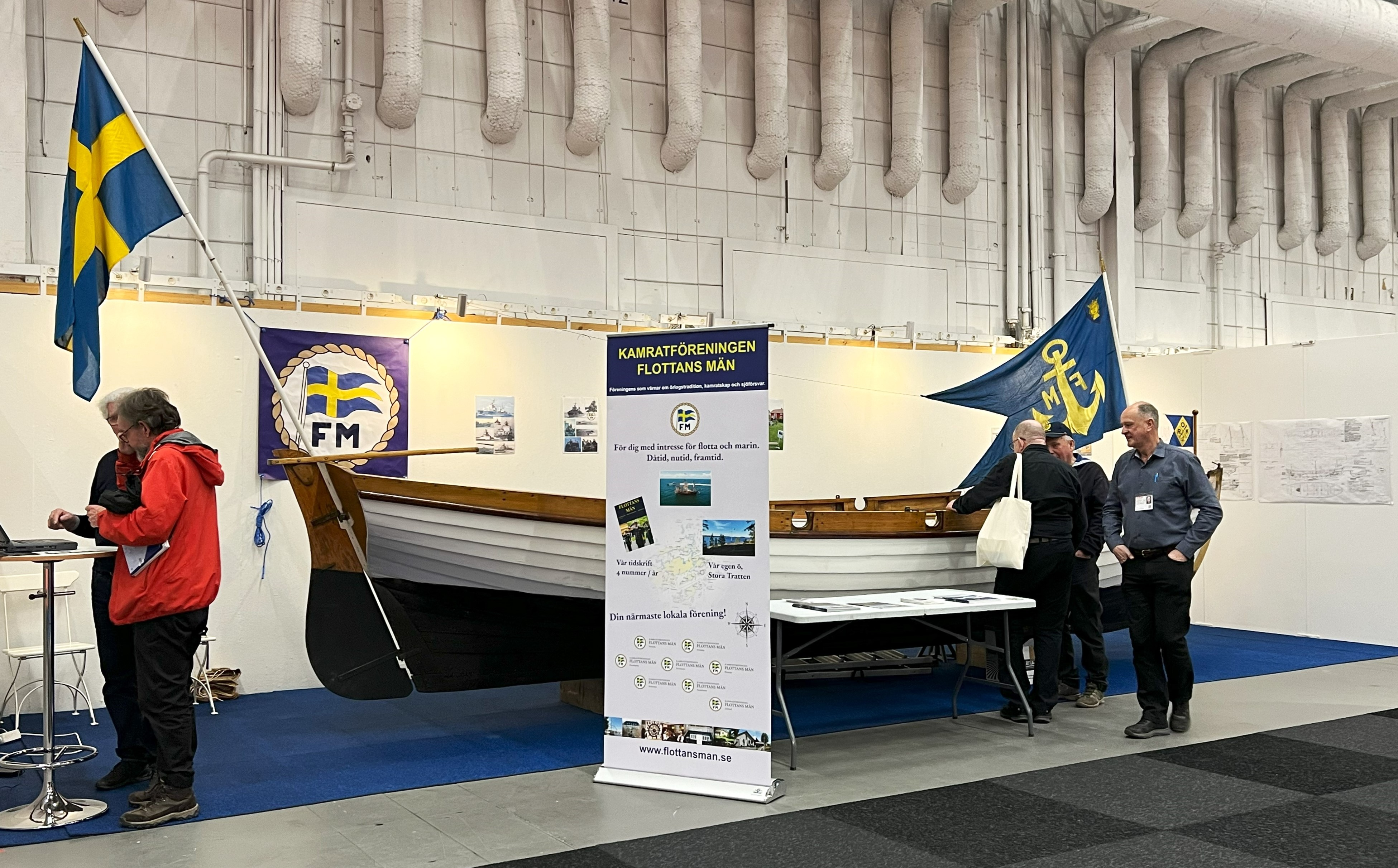
Flottans Mäns monter vid Allt för sjön 2024.

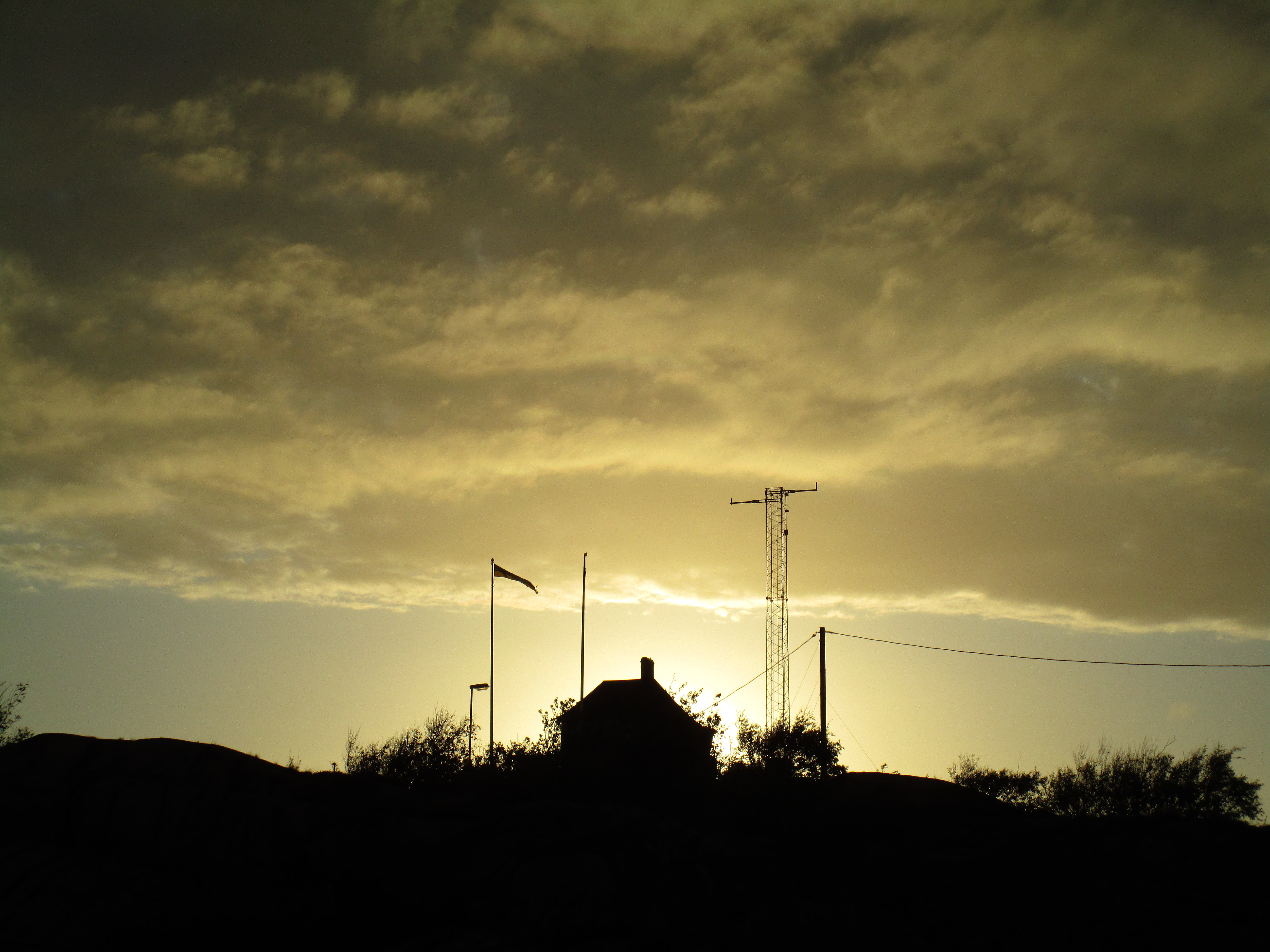
Flottans Mäns föreningsstuga uppe på ett berg i Lysekil

Riksförbundet Flottans Män är en svensk kamratförening som organiserar nuvarande och tidigare anställda och värnpliktiga i Kungliga Flottan oavsett förbandstillhörighet. Riksförbundet har 26 lokalföreningar med sammanlagt drygt 4 000 medlemmar. Flottans män är anslutet till Sveriges Militära Kamratföreningars Riksförbund (SMKR).